# Musée des finances
Le musée des finances (arabe : متحف المالية) est un musée tunisien présentant des objets historiques en relation avec le monde des finances, de la douane, de la garantie, de la fiscalité et de la comptabilité. Il est situé en plein centre de Tunis.

## Historique
Localisé dans un bâtiment abritant à l'époque du protectorat français le siège d'une banque française, la Société générale, le musée est inauguré le 10 novembre 2003 à l'occasion du seizième anniversaire de l'ascension du président Zine el-Abidine Ben Ali au pouvoir.

## Objectifs
Le musée vise la mise en valeur du patrimoine financier national grâce à des documents et des expositions couvrant l'histoire de la Tunisie depuis l'époque carthaginoise ; il sert également de support à la réalisation de travaux de recherche se rapportant aux finances.

## Expositions
Des registres de perception d'impôts, des spécimens de billets et de pièces de monnaie, du matériel et des équipements pour le poinçonnage et le pesage de métaux précieux ainsi que des photos de bijoux de la famille beylicale sont notamment exposés dans le musée, témoignant de l'histoire des finances en Tunisie, couvrant plus précisément la civilisation carthaginoise, les XVIe et XIXe siècles, ainsi que l'époque moderne.